# 薩瓦納拉加 (大西洋省)
薩瓦納拉加是哥倫比亞的城市，位於該國北部，由大西洋省負責管轄，距離首府巴蘭基亞41公里，始建於1620年，面積399平方公里，海拔高度99米，2010年人口95,542。

## 外部連結
- （西班牙文） Sabanalarga official website
- （西班牙文） Gobernacion del Atlantico - Sabanalarga

6°51′N 75°49′W / 6.850°N 75.817°W